# Molj jelovih iglic
Molj jelovih iglic (znanstveno ime Argyresthia fundella) je nočni metulj iz družine zapredkarjev, primarni parazit jelovih dreves, ki je razširjen po Evropi.

## Opis
Odrasel molj jelovih iglic meri preko kril med 9 in 10 mm in v dolžino doseže med 6–7 mm. Sprednja krila molja so lesketajoče bele barve in imajo proti konicam svetlo rjave prečne proge. Proti konicam sta oba para kril  priostrena. Zadnja krila so manjša od prednjih in imajo po robu sive resice. Osnovna barva je sivkasto bela. Na glavi ima molj rjave ščetinaste tipalnice.
Parjenje molja poteka od konca maja do sredine junija, kopulacija pa poteka konec junija in v začetku julija. Za uspešno kopulacijo mora biti temperatura zraka nad 23 °C. Po kopulaciji odrasli metulji živijo še od 3 do 5 dni, nato pa poginejo. V tem času samice odložijo od 18 do 24 (lahko celo do 60)  od 0,4 do 0,5 mm dolgih in od 0,2 do 0,3 mm širokih jajčec rumenkasto oranžne barve na eno do tri letne poganjke, med dlačice v bližini iglic. Jajčeca odložijo najpogosteje na spodnji strani poganjkov. Embrionalni razvoj traja nekje od prve do zadnje dekade junija. V zadnjem stadiju jajčece potemni in postane izrazito oranžno, nato pa se iz njega izleže gosenica, dolga od 5 do 7 mm in široka od 0,6 do 0,63 mm.
Gosenice zajedajo iglice dreves iz vrst Abies alba, Abies balsamea, Abies concolor, Abies grandis, Abies nordmanniana in Abies numidica, v katere se zavrtajo na zgornji strani v palisadni parenhim, nato pa izjedajo notranjost iglice proti vrhu. Zatem se obrnejo in izjedajo iglico proti bazi. Večina izločkov gosenice je vidna na konici iglice, pri bazi pa je vidna luknjica, skozi katero se gosenica prebije po koncu hranjenja. Ta izhod je običajno zaprt s svilenimi nitkami. Gosenice izjedo največ po eno iglico na dan, nato pa se premaknejo v sosednjo, zdravo iglico. V eni sezoni lahko ena gosenica uniči do 15-30 iglic, v jeseni pa se zavrta v zdravo iglico, kjer prezimi. Spomladi gosenica nadaljuje s hranjenjem. V začetku maja naslednjega leta se ličinka zabubi na spodnji zunanji strani zdrave iglice. Buba je dolga okoli 3,5 mm in preživi naslednje 3 do 4 tedne v srebrno belem svilnatem zapredku. Konec maja se iz bube razvije metuljček.